# Список астероїдів (13401—13500)
| Назва                                      | Тимчасове позначення | Дата відкриття    | Місце відкриття                     | Відкривач                                              |
| ------------------------------------------ | -------------------- | ----------------- | ----------------------------------- | ------------------------------------------------------ |
| (13401) 1999 RA133                         | 1999 RA133           | 9 вересня 1999    | Сокорро (Нью-Мексико)               | LINEAR                                                 |
| (13402) 1999 RV165                         | 1999 RV165           | 9 вересня 1999    | Сокорро (Нью-Мексико)               | LINEAR                                                 |
| 13403 Сарамуса (Sarahmousa)                | 1999 RJ167           | 9 вересня 1999    | Сокорро (Нью-Мексико)               | LINEAR                                                 |
| 13404 Норріс (Norris)                      | 1999 RT177           | 9 вересня 1999    | Сокорро (Нью-Мексико)               | LINEAR                                                 |
| 13405 Дорісбіллінґс (Dorisbillings)        | 1999 ST1             | 21 вересня 1999   | Калгарі                             | Гаррі Біллінгс                                         |
| 13406 Секора (Sekora)                      | 1999 TA4             | 2 жовтня 1999     | Обсерваторія Ондржейов              | Ленка Коткова                                          |
| (13407) 1999 TF4                           | 1999 TF4             | 4 жовтня 1999     | Станція JCPM Саппоро                | Кадзуро Ватанабе                                       |
| 13408 Deadoklestic                         | 1999 TF14            | 10 жовтня 1999    | Вішнянська обсерваторія             | Маріо Юріч, Корадо Корлевіч                            |
| (13409) 1999 US                            | 1999 US              | 16 жовтня 1999    | Вішнянська обсерваторія             | Корадо Корлевіч                                        |
| 13410 Arhale                               | 1999 UX5             | 29 жовтня 1999    | Каталінський огляд                  | Каталінський огляд                                     |
| 13411 OLRAP                                | 1999 UO7             | 31 жовтня 1999    | Бедуен                              | П'єр Антоніні                                          |
| 13412 Guerrieri                            | 1999 UJ8             | 29 жовтня 1999    | Каталінський огляд                  | Каталінський огляд                                     |
| 13413 Bobpeterson                          | 1999 UF9             | 29 жовтня 1999    | Каталінський огляд                  | Каталінський огляд                                     |
| 13414 Grantham                             | 1999 UN25            | 29 жовтня 1999    | Каталінський огляд                  | Каталінський огляд                                     |
| 13415 Stevenbland                          | 1999 UT25            | 29 жовтня 1999    | Каталінський огляд                  | Каталінський огляд                                     |
| 13416 Berryman                             | 1999 UX25            | 30 жовтня 1999    | Каталінський огляд                  | Каталінський огляд                                     |
| (13417) 1999 VH6                           | 1999 VH6             | 5 листопада 1999  | Обсерваторія Оїдзумі                | Такао Кобаяші                                          |
| (13418) 1999 VO9                           | 1999 VO9             | 8 листопада 1999  | Вішнянська обсерваторія             | Корадо Корлевіч                                        |
| (13419) 1999 VJ10                          | 1999 VJ10            | 9 листопада 1999  | Обсерваторія Оїдзумі                | Такао Кобаяші                                          |
| (13420) 1999 VN10                          | 1999 VN10            | 9 листопада 1999  | Обсерваторія Оїдзумі                | Такао Кобаяші                                          |
| 13421 Холворкем (Holvorcem)                | 1999 VO12            | 11 листопада 1999 | Обсерваторія Фаунтін-Гіллс          | Чарльз Джулз                                           |
| (13422) 1999 VM19                          | 1999 VM19            | 10 листопада 1999 | Вішнянська обсерваторія             | Корадо Корлевіч                                        |
| 13423 Бобвуллі (Bobwoolley)                | 1999 VR22            | 13 листопада 1999 | Обсерваторія Фаунтін-Гіллс          | Чарльз Джулз                                           |
| 13424 Марґаліда (Margalida)                | 1999 VD24            | 8 листопада 1999  | Обсерваторія Мальорки               | Рафаель Пачеко, Альваро Лопес-Ґарсіа                   |
| 13425 Вейнбраун (Waynebrown)               | 1999 VG24            | 15 листопада 1999 | Обсерваторія Фаунтін-Гіллс          | Чарльз Джулз                                           |
| (13426) 1999 VA25                          | 1999 VA25            | 13 листопада 1999 | Обсерваторія Оїдзумі                | Такао Кобаяші                                          |
| (13427) 1999 VM25                          | 1999 VM25            | 13 листопада 1999 | Обсерваторія Оїдзумі                | Такао Кобаяші                                          |
| (13428) 1999 VC35                          | 1999 VC35            | 3 листопада 1999  | Сокорро (Нью-Мексико)               | LINEAR                                                 |
| (13429) 1999 VM35                          | 1999 VM35            | 3 листопада 1999  | Сокорро (Нью-Мексико)               | LINEAR                                                 |
| (13430) 1999 VM36                          | 1999 VM36            | 3 листопада 1999  | Сокорро (Нью-Мексико)               | LINEAR                                                 |
| (13431) 1999 VB37                          | 1999 VB37            | 3 листопада 1999  | Сокорро (Нью-Мексико)               | LINEAR                                                 |
| (13432) 1999 VW49                          | 1999 VW49            | 3 листопада 1999  | Сокорро (Нью-Мексико)               | LINEAR                                                 |
| 13433 Фелпс (Phelps)                       | 1999 VP52            | 3 листопада 1999  | Сокорро (Нью-Мексико)               | LINEAR                                                 |
| 13434 Адамкваде (Adamquade)                | 1999 VK58            | 4 листопада 1999  | Сокорро (Нью-Мексико)               | LINEAR                                                 |
| 13435 Рорет (Rohret)                       | 1999 VX67            | 4 листопада 1999  | Сокорро (Нью-Мексико)               | LINEAR                                                 |
| 13436 Енід (Enid)                          | 1999 WF              | 17 листопада 1999 | Обсерваторія Зено                   | Том Стаффорд                                           |
| 13437 Веллтон-Перссон (Wellton-Persson)    | 1999 WF8             | 28 листопада 1999 | Обсерваторія Квістаберг             | Астероїдний огляд Уппсала-DLR                          |
| 13438 Мартаеналександер (Marthanalexander) | 1999 XD86            | 7 грудня 1999     | Сокорро (Нью-Мексико)               | LINEAR                                                 |
| 13439 Frankiethomas                        | 2072 P-L             | 24 вересня 1960   | Паломарська обсерваторія            | К. Й. ван Гаутен, І. ван Гаутен-Ґроневельд, Т. Герельс |
| (13440) 2095 P-L                           | 2095 P-L             | 24 вересня 1960   | Паломарська обсерваторія            | К. Й. ван Гаутен, І. ван Гаутен-Ґроневельд, Т. Герельс |
| 13441 Janmerlin                            | 2098 P-L             | 24 вересня 1960   | Паломарська обсерваторія            | К. Й. ван Гаутен, І. ван Гаутен-Ґроневельд, Т. Герельс |
| (13442) 2646 P-L                           | 2646 P-L             | 24 вересня 1960   | Паломарська обсерваторія            | К. Й. ван Гаутен, І. ван Гаутен-Ґроневельд, Т. Герельс |
| (13443) 2785 P-L                           | 2785 P-L             | 26 вересня 1960   | Паломарська обсерваторія            | К. Й. ван Гаутен, І. ван Гаутен-Ґроневельд, Т. Герельс |
| (13444) 3040 P-L                           | 3040 P-L             | 24 вересня 1960   | Паломарська обсерваторія            | К. Й. ван Гаутен, І. ван Гаутен-Ґроневельд, Т. Герельс |
| (13445) 3063 P-L                           | 3063 P-L             | 24 вересня 1960   | Паломарська обсерваторія            | К. Й. ван Гаутен, І. ван Гаутен-Ґроневельд, Т. Герельс |
| 13446 Almarkim                             | 3087 P-L             | 24 вересня 1960   | Паломарська обсерваторія            | К. Й. ван Гаутен, І. ван Гаутен-Ґроневельд, Т. Герельс |
| (13447) 4115 P-L                           | 4115 P-L             | 24 вересня 1960   | Паломарська обсерваторія            | К. Й. ван Гаутен, І. ван Гаутен-Ґроневельд, Т. Герельс |
| 13448 Edbryce                              | 4526 P-L             | 24 вересня 1960   | Паломарська обсерваторія            | К. Й. ван Гаутен, І. ван Гаутен-Ґроневельд, Т. Герельс |
| 13449 Margaretgarland                      | 4845 P-L             | 24 вересня 1960   | Паломарська обсерваторія            | К. Й. ван Гаутен, І. ван Гаутен-Ґроневельд, Т. Герельс |
| (13450) 6077 P-L                           | 6077 P-L             | 24 вересня 1960   | Паломарська обсерваторія            | К. Й. ван Гаутен, І. ван Гаутен-Ґроневельд, Т. Герельс |
| (13451) 6103 P-L                           | 6103 P-L             | 24 вересня 1960   | Паломарська обсерваторія            | К. Й. ван Гаутен, І. ван Гаутен-Ґроневельд, Т. Герельс |
| (13452) 6513 P-L                           | 6513 P-L             | 24 вересня 1960   | Паломарська обсерваторія            | К. Й. ван Гаутен, І. ван Гаутен-Ґроневельд, Т. Герельс |
| (13453) 6538 P-L                           | 6538 P-L             | 24 вересня 1960   | Паломарська обсерваторія            | К. Й. ван Гаутен, І. ван Гаутен-Ґроневельд, Т. Герельс |
| (13454) 6594 P-L                           | 6594 P-L             | 24 вересня 1960   | Паломарська обсерваторія            | К. Й. ван Гаутен, І. ван Гаутен-Ґроневельд, Т. Герельс |
| (13455) 6626 P-L                           | 6626 P-L             | 24 вересня 1960   | Паломарська обсерваторія            | К. Й. ван Гаутен, І. ван Гаутен-Ґроневельд, Т. Герельс |
| (13456) 6640 P-L                           | 6640 P-L             | 26 вересня 1960   | Паломарська обсерваторія            | К. Й. ван Гаутен, І. ван Гаутен-Ґроневельд, Т. Герельс |
| (13457) 6761 P-L                           | 6761 P-L             | 24 вересня 1960   | Паломарська обсерваторія            | К. Й. ван Гаутен, І. ван Гаутен-Ґроневельд, Т. Герельс |
| (13458) 4214 T-1                           | 4214 T-1             | 26 березня 1971   | Паломарська обсерваторія            | К. Й. ван Гаутен, І. ван Гаутен-Ґроневельд, Т. Герельс |
| (13459) 4235 T-1                           | 4235 T-1             | 26 березня 1971   | Паломарська обсерваторія            | К. Й. ван Гаутен, І. ван Гаутен-Ґроневельд, Т. Герельс |
| (13460) 1083 T-2                           | 1083 T-2             | 29 вересня 1973   | Паломарська обсерваторія            | К. Й. ван Гаутен, І. ван Гаутен-Ґроневельд, Т. Герельс |
| (13461) 1607 T-2                           | 1607 T-2             | 24 вересня 1973   | Паломарська обсерваторія            | К. Й. ван Гаутен, І. ван Гаутен-Ґроневельд, Т. Герельс |
| (13462) 2076 T-2                           | 2076 T-2             | 29 вересня 1973   | Паломарська обсерваторія            | К. Й. ван Гаутен, І. ван Гаутен-Ґроневельд, Т. Герельс |
| 13463 Antiphos                             | 5159 T-2             | 25 вересня 1973   | Паломарська обсерваторія            | К. Й. ван Гаутен, І. ван Гаутен-Ґроневельд, Т. Герельс |
| (13464) 1036 T-3                           | 1036 T-3             | 17 жовтня 1977    | Паломарська обсерваторія            | К. Й. ван Гаутен, І. ван Гаутен-Ґроневельд, Т. Герельс |
| (13465) 1194 T-3                           | 1194 T-3             | 17 жовтня 1977    | Паломарська обсерваторія            | К. Й. ван Гаутен, І. ван Гаутен-Ґроневельд, Т. Герельс |
| (13466) 2349 T-3                           | 2349 T-3             | 16 жовтня 1977    | Паломарська обсерваторія            | К. Й. ван Гаутен, І. ван Гаутен-Ґроневельд, Т. Герельс |
| (13467) 2676 T-3                           | 2676 T-3             | 11 жовтня 1977    | Паломарська обсерваторія            | К. Й. ван Гаутен, І. ван Гаутен-Ґроневельд, Т. Герельс |
| (13468) 3378 T-3                           | 3378 T-3             | 16 жовтня 1977    | Паломарська обсерваторія            | К. Й. ван Гаутен, І. ван Гаутен-Ґроневельд, Т. Герельс |
| (13469) 3424 T-3                           | 3424 T-3             | 16 жовтня 1977    | Паломарська обсерваторія            | К. Й. ван Гаутен, І. ван Гаутен-Ґроневельд, Т. Герельс |
| (13470) 3517 T-3                           | 3517 T-3             | 16 жовтня 1977    | Паломарська обсерваторія            | К. Й. ван Гаутен, І. ван Гаутен-Ґроневельд, Т. Герельс |
| (13471) 4046 T-3                           | 4046 T-3             | 16 жовтня 1977    | Паломарська обсерваторія            | К. Й. ван Гаутен, І. ван Гаутен-Ґроневельд, Т. Герельс |
| (13472) 4064 T-3                           | 4064 T-3             | 16 жовтня 1977    | Паломарська обсерваторія            | К. Й. ван Гаутен, І. ван Гаутен-Ґроневельд, Т. Герельс |
| 13473 Хокема (Hokema)                      | 1953 GJ              | 7 квітня 1953     | Обсерваторія Гейдельберг-Кеніґштуль | К. В. Райнмут                                          |
| 13474 В'юс (Vʹyus)                         | 1973 QO1             | 29 серпня 1973    | КрАО                                | Смирнова Тамара Михайлівна                             |
| 13475 Orestes                              | 1973 SX              | 19 вересня 1973   | Паломарська обсерваторія            | К. Й. ван Гаутен, І. ван Гаутен-Ґроневельд, Т. Герельс |
| (13476) 1974 QF                            | 1974 QF              | 16 серпня 1974    | Астрономічний комплекс Ель-Леонсіто | Обсерваторія Фелікса Аґілара                           |
| 13477 Уткін (Utkin)                        | 1975 VW5             | 5 листопада 1975  | КрАО                                | Черних Людмила Іванівна                                |
| 13478 Фраунгофер (Fraunhofer)              | 1976 DB1             | 27 лютого 1976    | Обсерваторія Карла Шварцшильда      | Ф. Бернґен                                             |
| 13479 Вет (Vet)                            | 1977 TO6             | 8 жовтня 1977     | КрАО                                | Черних Людмила Іванівна                                |
| 13480 Потапов (Potapov)                    | 1978 PX3             | 9 серпня 1978     | КрАО                                | Черних Микола Степанович, Черних Людмила Іванівна      |
| (13481) 1978 VM11                          | 1978 VM11            | 6 листопада 1978  | Паломарська обсерваторія            | Е. Гелін, Ш. Дж. Бас                                   |
| 13482 Ігорфедоров (Igorfedorov)            | 1979 HN5             | 25 квітня 1979    | КрАО                                | Черних Микола Степанович                               |
| (13483) 1980 SF                            | 1980 SF              | 16 вересня 1980   | Обсерваторія Клеть                  | Зденька Ваврова                                        |
| (13484) 1981 EA16                          | 1981 EA16            | 1 березня 1981    | Обсерваторія Сайдинг-Спрінг         | Ш. Дж. Бас                                             |
| (13485) 1981 QJ3                           | 1981 QJ3             | 25 серпня 1981    | Обсерваторія Ла-Сілья               | Анрі Дебеонь                                           |
| (13486) 1981 UT29                          | 1981 UT29            | 24 жовтня 1981    | Паломарська обсерваторія            | Ш. Дж. Бас                                             |
| (13487) 1981 VN                            | 1981 VN              | 2 листопада 1981  | Станція Андерсон-Меса               | Браян Скіфф                                            |
| 13488 Саванов (Savanov)                    | 1982 TK1             | 14 жовтня 1982    | КрАО                                | Карачкіна Людмила Георгіївна                           |
| 13489 Дмитрієнко (Dmitrienko)              | 1982 UO6             | 20 жовтня 1982    | КрАО                                | Карачкіна Людмила Георгіївна                           |
| (13490) 1984 BZ6                           | 1984 BZ6             | 26 січня 1984     | Паломарська обсерваторія            | Едвард Бовелл                                          |
| (13491) 1984 UJ1                           | 1984 UJ1             | 28 жовтня 1984    | Обсерваторія Клеть                  | Антонін Мркос                                          |
| 13492 Віталійзахаров (Vitalijzakharov)     | 1984 YE4             | 27 грудня 1984    | КрАО                                | Карачкіна Людмила Георгіївна                           |
| 13493 Lockwood                             | 1985 PT              | 14 серпня 1985    | Станція Андерсон-Меса               | Едвард Бовелл                                          |
| 13494 Treiso                               | 1985 RT              | 14 вересня 1985   | Станція Андерсон-Меса               | Едвард Бовелл                                          |
| (13495) 1985 RD3                           | 1985 RD3             | 6 вересня 1985    | Обсерваторія Ла-Сілья               | Анрі Дебеонь                                           |
| (13496) 1985 RF3                           | 1985 RF3             | 6 вересня 1985    | Обсерваторія Ла-Сілья               | Анрі Дебеонь                                           |
| 13497 Ронстоун (Ronstone)                  | 1986 EK1             | 5 березня 1986    | Станція Андерсон-Меса               | Едвард Бовелл                                          |
| (13498) 1986 PX                            | 1986 PX              | 6 серпня 1986     | Смолян                              | Ерік Вальтер Ельст, Віолета Іванова                    |
| 13499 Штайнберґ (Steinberg)                | 1986 TQ5             | 1 жовтня 1986     | Коссоль                             | CERGA                                                  |
| 13500 Віскарді (Viscardy)                  | 1987 PM              | 6 серпня 1987     | Коссоль                             | CERGA                                                  |

| ← Астероїди 10001—20000 → |             |             |             |             |             |             |             |             |             |
| 10001—10100               | 11001—11100 | 12001—12100 | 13001—13100 | 14001—14100 | 15001—15100 | 16001—16100 | 17001—17100 | 18001—18100 | 19001—19100 |
| 10101—10200               | 11101—11200 | 12101—12200 | 13101—13200 | 14101—14200 | 15101—15200 | 16101—16200 | 17101—17200 | 18101—18200 | 19101—19200 |
| 10201—10300               | 11201—11300 | 12201—12300 | 13201—13300 | 14201—14300 | 15201—15300 | 16201—16300 | 17201—17300 | 18201—18300 | 19201—19300 |
| 10301—10400               | 11301—11400 | 12301—12400 | 13301—13400 | 14301—14400 | 15301—15400 | 16301—16400 | 17301—17400 | 18301—18400 | 19301—19400 |
| 10401—10500               | 11401—11500 | 12401—12500 | 13401—13500 | 14401—14500 | 15401—15500 | 16401—16500 | 17401—17500 | 18401—18500 | 19401—19500 |
| 10501—10600               | 11501—11600 | 12501—12600 | 13501—13600 | 14501—14600 | 15501—15600 | 16501—16600 | 17501—17600 | 18501—18600 | 19501—19600 |
| 10601—10700               | 11601—11700 | 12601—12700 | 13601—13700 | 14601—14700 | 15601—15700 | 16601—16700 | 17601—17700 | 18601—18700 | 19601—19700 |
| 10701—10800               | 11701—11800 | 12701—12800 | 13701—13800 | 14701—14800 | 15701—15800 | 16701—16800 | 17701—17800 | 18701—18800 | 19701—19800 |
| 10801—10900               | 11801—11900 | 12801—12900 | 13801—13900 | 14801—14900 | 15801—15900 | 16801—16900 | 17801—17900 | 18801—18900 | 19801—19900 |
| 10901—11000               | 11901—12000 | 12901—13000 | 13901—14000 | 14901—15000 | 15901—16000 | 16901—17000 | 17901—18000 | 18901—19000 | 19901—20000 |